# Lista miniștrilor afacerilor externe în anul 2011
Lista miniștrilor afacerilor externe în anul 2011 se bazează pe Lista statelor lumii și pe Lista de teritorii dependente, așa cum sunt ele cunoscute de la 1 ianuarie 2011 pâna la 31 decembrie 2011. 
Gruparea acestora s-a făcut pe baza statutului entitătii pe care o reprezintă după cim urmează State independente recunoscute cvasigeneral, State independente recunoscute parțial de comunitatea internațională, State independente nerecunoscute,  Entități cu statut apropiat de cel de stat,  Diviziuni administrative autonome,  Territorii nesuverane, autonome sau cu administrație specială și Guverne alternative și / sau în exil. Ministrul afacerilor externe (numele oficial al funcției poate diferi de la stat la  stat conform uzanțelor naționale) este acel membru al guvenului însărcinat cu aplicarea politicii  externe a staului și asigurarea relațiilor cu alte state și organizații internaționale cu responsabilități executive. Un ministru al Afacerilor exteren poate, după caz, asigura uneori și alte portofolii în cadrul unui guvern. Deoarece aceste portofolii nu prezintă interes pentru această listă, ele nu au fost prezentate.
Pot avea miniștri de externe și teritoriile autonome, fie ele diviziuni administrative sau teritorii dependente.

## State independente recunoscute cvasigeneral
| Statul                             | Funcția | Numele | Începând cu                        |
| ---------------------------------- | --- | --- | ---------------------------------- |
| Afganistan                         | Ministru al Afacerilor Externe                                                                                     | Zalmaï Rassoul | 18 ianuarie 2010                   |
| Africa de Sud                      | Ministru al Relațiilor Internaționale și Cooperării                                                                | Maite Nkoana-Mashabane | 11 mai 2009                        |
| Albania                            | Ministru al Afacerilor Externe                                                                                     | Edmond Haxhinasto | 17 septembrie 2010                 |
| Algeria                            | Ministru al Afacerilor Externe și Cooperării Internaționale                                                        | Mourad Medelci | 4 iunie 2007                       |
| Andorra                            | Miniștri ai Afacerilor Externe (succesivi)                                                                         | Gilbert Saboya Sunyé | 16 mai 2011                        |
| Andorra                            | Miniștri ai Afacerilor Externe (succesivi)                                                                         | Xavier Espot Miró | 9 iunie 2009                       |
| Angola                             | Ministru al Relațiilor Externe                                                                                     | Georges Rebelo Chicoti | 26 noiembrie 2010                  |
| Antigua și Barbuda                 | Ministru al Afacerilor Externe                                                                                     | Baldwin Spencer (prim-ministru) | 6 ianuarie 2005                    |
| Arabia Saudită                     | Ministru al Afacerilor Externe                                                                                     | Saud bin Faisal bin Abdulaziz Al Saud | 30 martie 1975                     |
| Argentina                          | Ministru al Afacerilor Externe                                                                                     | Héctor Timerman | 22 iunie 2010                      |
| Armenia                            | Ministru al Afacerilor Externe                                                                                     | Eduard Nalbandyan | 14 aprilie 2008                    |
| Australia                          | Ministru pentru Afacerile Externe                                                                                  | Kevin Rudd | 14 septembrie 2010                 |
| Austria                            | Ministru federal pentru Afacerile Externe și Integrarea Europeană                                                  | Michael Spindelegger | 2 decembrie 2008                   |
| Azerbaidjan · (vezi și: §3 )       | Ministru al Afacerilor Externe                                                                                     | Elmar Mammadyarov | 2 aprilie 2004                     |
| Bahamas                            | Ministru al Afacerilor Externe și Imigrației                                                                       | Brent Symonette | 4 mai 2007                         |
| Bahrain                            | Ministru al Afacerilor Externe                                                                                     | șeic Khalid ibn Ahmad Al Khalifah | 26 septembrie 2005                 |
| Bangladesh                         | Munistru al Afacerilor Externe                                                                                     | Dipu Moni | 6 ianuarie 2009                    |
| Barbados                           | Ministru al Afacerilor Externe                                                                                     | Maxine McClean | 24 noiembrie 2008                  |
| Belarus                            | Ministru al Afacerilor Externe                                                                                     | Syarhey Martynau | 21 martie 2003                     |
| Belgia · (vezi și : §11)           | Miniștri ai Afacerilor Externe și Europene (succesivi)                                                             | Didier Reynders | 6 decembrie 2011                   |
| Belgia · (vezi și : §11)           | Miniștri ai Afacerilor Externe și Europene (succesivi)                                                             | Steven Vanackere | 25 noiembrie 2009                  |
| Belize                             | Ministru al Afacerilor Externe                                                                                     | Wilfred Elrington | 12 februarie 2008                  |
| Benin                              | Miniștri ai Afacerilor Externe, Integrării Africane Francofoniei și Beninezilor din Străinătate (succesivi)        | Nassirou Bako Arifari | 28 mai 2011                        |
| Benin                              | Miniștri ai Afacerilor Externe, Integrării Africane Francofoniei și Beninezilor din Străinătate (succesivi)        | Jean-Marie Ehouzou | 22 octombrie 2008                  |
| Bhutan                             | Ministru al Afacerilor Externe                                                                                     | Ugyen Tshering | 9 aprilie 2008                     |
| Birmania                           | Miniștri ai Afacerilor Externe (succesivi)                                                                         | Wunna Maung Lwin | 30 martie 2011                     |
| Birmania                           | Miniștri ai Afacerilor Externe (succesivi)                                                                         | Nyan Win | 18 septembrie 2004                 |
| Bolivia                            | Ministru al Relațiilor Externe                                                                                     | David Choquehuanca | 23 ianuarie 2006                   |
| Bosnia și Herzegovina              | Ministru al Afacerilor Externe                                                                                     | Sven Alkalaj | 9 februarie 2007                   |
| Botswana                           | Ministru al Afacerilor Internaționale și Cooperării înternaționale                                                 | Phandu Skelemani | 1 aprilie 2008                     |
| Brazilia                           | Miniștri ai Relațiilor Externe                                                                                     | Antônio Patriota | 1 ianuarie 2011                    |
| Brazilia                           | Miniștri ai Relațiilor Externe                                                                                     | Celso Amorim | 1 ianuarie 2003                    |
| Brunei                             | Ministru al Afacerilor Externe                                                                                     | Mohamed Bolkiah (sultan și prim-ministru) | 1 ianuarie 1984                    |
| Brunei                             | Ministru Secund al Afacerilor Externe                                                                              | Lim Jock Seng | 24 mai 2005                        |
| Bulgaria                           | Ministru al Afacerilor Externe                                                                                     | Nikolaï Mladenov | 27 ianuarie 2010                   |
| Burkina Faso                       | Miniștri ai Afacerilor Externe, Cooperării și Burkinezilor din Străinătate (succesivi)                             | Djibrill Bassolé | 21 aprilie 2011                    |
| Burkina Faso                       | Miniștri ai Afacerilor Externe, Cooperării și Burkinezilor din Străinătate (succesivi)                             | Alain Bedouma Yoda | 4 septembrie 2008                  |
| Burundi                            | Miniștri ai Relațiilor Externe și Cooperării Internaționale (succesivi)                                            | Laurent Kavakure | 7 noiembrie 2011                   |
| Burundi                            | Miniștri ai Relațiilor Externe și Cooperării Internaționale (succesivi)                                            | Augustin Nsanze | 7 noiembrie 2011                   |
| Cambodgia                          | Ministru al Afacerilor Externe și Cooperării Internaționale                                                        | Hor Namhong | 30 noiembrie 1998                  |
| Camerun                            | Miniștri ai Relațiilor Externe (succesivi)                                                                         | Pierre Moukoko Mbonjo | 11 decembrie 2011                  |
| Camerun                            | Miniștri ai Relațiilor Externe (succesivi)                                                                         | Henri Eyebe Ayissi | 7 septembrie 2007                  |
| Canada · (vezi și : §11)           | Miniștri ai Afacerilor Externe (succesivi)                                                                         | John Baird | 18 mai 2011                        |
| Canada · (vezi și : §11)           | Miniștri ai Afacerilor Externe (succesivi)                                                                         | Lawrence Cannon | 30 octobrie 2008                   |
| Capul Verde                        | Miniștri ai Afacerilor Externe (succesivi)                                                                         | Jorge Borges | 21 martie 2011                     |
| Capul Verde                        | Miniștri ai Afacerilor Externe (succesivi)                                                                         | José Brito | 27 iunie 2008                      |
| Cehia                              | Ministru al Afacerilor Externe                                                                                     | Karel Schwarzenberg | 13 iulie 2010                      |
| Centrafricană, Republica           | Ministru al Afacerilor Externe, Integrării Africane, Francofoniei și Centrafricanulor din Străinătate              | Antoine Gambi | 18 ianuarie 2009                   |
| Chile                              | Ministru al Afacerilor Externe                                                                                     | Alfredo Moreno | 11 martie 2010                     |
| China (vezi și : §2, și §10)       | Ministru al Afacerilor Externe                                                                                     | Yang Jiechi | 27 aprilie 2007                    |
| Ciad                               | Ministru al Afacerilor Externe, Integrării Africane și Cooperării Internaționale                                   | Moussa Faki | 23 aprilie 2008                    |
| Cipru · (vezi și : §2)             | Miniștri ai Afacerilor Externe (succesivi)                                                                         | Erato Kozakou-Marcoullis | 5 august 2011                      |
| Cipru · (vezi și : §2)             | Miniștri ai Afacerilor Externe (succesivi)                                                                         | Markos Kyprianou | 3 martie 2008                      |
| Coasta de Fildeș                   | Miniștri ai Afacerilor Externe (succesivi)                                                                         | Daniel Kablan Duncan | 1 iunie 2011                       |
| Coasta de Fildeș                   | Miniștri ai Afacerilor Externe (succesivi)                                                                         | Alcide Djédjé , (guvernul Laurent Gbagbo) (4 martie 2010 - corevendicator din 4 decembrie 2010 până în 11 aprilie 2011) | 7 decembrie 2010 – 11 aprilie 2011 |
| Coasta de Fildeș                   | Miniștri ai Afacerilor Externe (succesivi)                                                                         | Jean-Marie Kacou Gervais , (guvernul Alassane Ouattara din 5 decembrie 2010) (corevendicator din 7 decembrie 2010 până în 11 aprilie 2011) | 4 martie 2010                      |
| Columbia                           | Ministru al Relațiilor Externe                                                                                     | María Ángela Holguín | 7 august 2010                      |
| Comore                             | Miniștri ai Relațiilor Externe, Cooperării Internaționale și Comorienilor din Străinătate (succesivi)              | Mohamed Bakri Ben Abdoulfatah Charif | 30 mai 2011                        |
| Comore                             | Miniștri ai Relațiilor Externe, Cooperării Internaționale și Comorienilor din Străinătate (succesivi)              | Fahmi Said Ibrahim | 26 mai 2010                        |
| Congo, Republica                   | Ministru al Afacerilor Externe, Cooperării și Congolezilor din Străinătate                                         | Basile Ikouébé | 31 mai 2007                        |
| Congo, Republica Democrată         | Ministru al Afacerilor Externe, și întegrării Regionale                                                            | Alexis Thambwe Mwamba | 26 octombrie 2008                  |
| Coreea, Republica                  | Ministru al Afacerilor Externe                                                                                     | Kim Sung-hwan | 8 octombrie 2010                   |
| Coreeană, R.P.D.                   | Ministru al Afacerilor Externe                                                                                     | Pak Ui-chun | 18 mai 2007                        |
| Costa Rica                         | Miniștri ai Relațiilor Externe (succesivi)                                                                         | Enrique Castillo | 14 septembrie 2011                 |
| Costa Rica                         | Miniștri ai Relațiilor Externe (succesivi)                                                                         | Carlos Roverssi (interimar) | 1 august 2011                      |
| Costa Rica                         | Miniștri ai Relațiilor Externe (succesivi)                                                                         | René Castro | 8 mai 2010                         |
| Croația                            | Miniștri ai Afacerilor Externe și Europene (succesivi)                                                             | Vesna Pusić | 23 decembrie 2011                  |
| Croația                            | Miniștri ai Afacerilor Externe și Europene (succesivi)                                                             | Gordan Jandrokovic | 12 ianuarie 2008                   |
| Cuba                               | Ministru al Relațiilor Externe                                                                                     | Bruno Rodríguez Parrilla | 2 martie 2009                      |
| Danemarca · (vezi și : §9)         | Miniștri pentru Afacerile Externe (succesivi)                                                                      | Villy Søvndal | 3 octombrie 2011                   |
| Danemarca · (vezi și : §9)         | Miniștri pentru Afacerile Externe (succesivi)                                                                      | Lene Espersen | 23 februarie 2010                  |
| Djibouti                           | Ministru al Afacerilor Externe și Cooperării Internaționale                                                        | Mahamoud Ali Youssouf | 22 mai 2005                        |
| Dominica                           | Ministru al Afacerilor Externe și ale CARICOM                                                                      | Roosevelt Skerrit (prim-ministru) | 4 ianuarie 2010                    |
| Dominicană, Republica              | Ministru al Afacerilor Externe                                                                                     | Carlos Morales Troncoso | 16 august 2004                     |
| Ecuador                            | Ministru al Relațiilor Externe și Integrării                                                                       | Ricardo Patiño | 28 ianuarie 2010                   |
| Egipt                              | Miniștri ai Afacerilor Externe (succesivi)                                                                         | Mohamed Kamel Amr | 21 iulie 2011                      |
| Egipt                              | Miniștri ai Afacerilor Externe (succesivi)                                                                         | Mohamed Al Orabi | 26 iunie 2011                      |
| Egipt                              | Miniștri ai Afacerilor Externe (succesivi)                                                                         | Nabil Al-Arabi | 7 martie 2011                      |
| Egipt                              | Miniștri ai Afacerilor Externe (succesivi)                                                                         | Ahmed Aboul Gheit | 9 iulie 2004                       |
| El Salvador                        | Miniștri ai Relațiilor Externe                                                                                     | Hugo Martínez | 1 iunie 2009                       |
| Elveția                            | Șef al Departamentului Federal al Afacerilor Externe                                                               | Micheline Calmy-Rey | 1 ianuarie 2003                    |
| Emiratele Arabe Unite              | Ministru al Afacerilor Externe                                                                                     | Abdullah bin Zayed Al Nahyan | 9 februarie 2006                   |
| Eritreea                           | Ministru al Afacerilor Externe                                                                                     | Osman Saleh Mohammed | 16 aprilie 2007                    |
| Estonia · (vezi și : §10)          | Ministru al Afacerilor Externe                                                                                     | Urmas Paet | 13 aprilie 2005                    |
| Etiopia                            | Ministru al Afacerilor Externe                                                                                     | Hailemariam Desalegn | 5 octombre 2010                    |
| Fiji                               | Ministru pentru Afaceri Externe                                                                                    | Inoke Kubuabola | 24 iulie 2009                      |
| Filipine                           | Secretari ai Afacerilor Externe (succesivi)                                                                        | Albert del Rosario | 24 februarie 2011                  |
| Filipine                           | Secretari ai Afacerilor Externe (succesivi)                                                                        | Alberto Romulo | 18 august 2004                     |
| Finlanda                           | Miniștri ai Afacerilor Externe (succesivi)                                                                         | Erkki Tuomioja | 22 iunie 2011                      |
| Finlanda                           | Miniștri ai Afacerilor Externe (succesivi)                                                                         | Alexander Stubb | 4 aprilie 2008                     |
| Franța (vezi și : §7)              | Miniștri ai Afacerilor Externe și Europene (succesivi)                                                             | Alain Juppé | 1 martie 2011                      |
| Franța (vezi și : §7)              | Miniștri ai Afacerilor Externe și Europene (succesivi)                                                             | Michèle Alliot-Marie | 14 noiembrie 2010                  |
| Gabon                              | Ministru al Afacerilor Externe Cooperării Internaționale și Francofoniei, însărcinați cu Gabonezii din Străinătate | Paul Toungui | 7 octombrie 2008                   |
| Gambia                             | Ministru al Afacerilor Externe                                                                                     | Mamadou Tangara | 7 iunie 2010                       |
| Georgia · (vezi și: §2,)           | Ministru al Afaceilor Externe                                                                                      | Grigol Vashadze | 5 decembrie 2008                   |
| Germania · (vezi și :§11)          | Ministru al Afacerilor Externe                                                                                     | Guido Westerwelle | 28 octombrie 2009                  |
| Ghana                              | Ministru al Afacerilor Externe și Integrării Regionale                                                             | Mohammed Mumuni | 27 ianuarie 2009                   |
| Grecia                             | Miniștri ai Afacerilor Externe (succesivi)                                                                         | Stavros Dimas | 11 noiembrie 2011                  |
| Grecia                             | Miniștri ai Afacerilor Externe (succesivi)                                                                         | Stavros Lambrinidis | 17 iunie 2011                      |
| Grecia                             | Miniștri ai Afacerilor Externe (succesivi)                                                                         | Dimitrios Droutsas | 7 septembrie 2010                  |
| Grenada                            | Ministru al Afacerilor Externe                                                                                     | Karl Hood | 22 noiembrie 2010                  |
| Guatemala                          | Ministru al Relațiilor Externe                                                                                     | Haroldo Rodas | 14 ianuarie 2008                   |
| Guineea                            | Ministru al Afacerilor Externe și Guineezilor din Străinătate                                                      | Edouard Niankoye Lamah | 27 decembrie 2010                  |
| Guineea-Bissau                     | Miniștri ai Afacerilor Externe și Cooperării Internaționale (succesivi)                                            | Mamadu Saliu Djaló Pires | 27 august 2011                     |
| Guineea-Bissau                     | Miniștri ai Afacerilor Externe și Cooperării Internaționale (succesivi)                                            | Adelino Mano Quetá | 28 octombrie 2009                  |
| Guineea Ecuatorială                | Ministru al Afacerilor Externe și Cooperării Internaționale                                                        | Pastor Micha Ondo Bile | 11 februarie 2003                  |
| Guyana                             | Ministru al Afacerilor Externe                                                                                     | Carolyn Rodrigues | 10 aprilie 2008                    |
| Haiti                              | Miniștri ai Afacerilor Externe (succesivi)                                                                         | Laurent Lamothe | 18 octombrie 2011                  |
| Haiti                              | Miniștri ai Afacerilor Externe (succesivi)                                                                         | Marie Michèle Rey | 11 nolembrie 2009                  |
| Honduras                           | Miniștri ai Relațiilor Externe (succesivi)                                                                         | Arturo Corrales | 16 septembrie 2011                 |
| Honduras                           | Miniștri ai Relațiilor Externe (succesivi)                                                                         | Alden Rivera (interimar) | 10 septembrie 2011                 |
| Honduras                           | Miniștri ai Relațiilor Externe (succesivi)                                                                         | Mario Canahuati | 27 ianuarie 2010                   |
| India                              | Ministru al Afacerilor Externe                                                                                     | S.M. Krishna | 23 mai 2009                        |
| Indonezia                          | Ministru al Afacerilor Externe                                                                                     | Marty Natalegawa | 22 octombrie 2009                  |
| Iordania                           | Ministru al Afacerilor Externe și al Expatriaților                                                                 | Nasser Judeh | 23 februarie 2009                  |
| Irak · (vezi și: §9)               | Ministru al Afacerilor Externe                                                                                     | Hoshyar Zebari | 3 septembrie 2003                  |
| Iran                               | Ministru al Afacerilor Externe                                                                                     | Ali Akbar Salehi | 13 decembrie 2010                  |
| Irlanda                            | Miniștri pentru Afacerile Externe (succesivi)                                                                      | Eamon Gilmore | 9 martie 2011                      |
| Irlanda                            | Miniștri pentru Afacerile Externe (succesivi)                                                                      | Brian Cowen (interimar) (prim ministru) | 18 ianuarie 2011                   |
| Irlanda                            | Miniștri pentru Afacerile Externe (succesivi)                                                                      | Micheál Martin | 6 mai 2008                         |
| Islanda                            | Ministru pentru Afacerile Externe                                                                                  | Össur Skarphéðinsson | 1 februarie 2009                   |
| Israel · (vezi și : §2)            | Ministru al Afacerilor Externe                                                                                     | Avigdor Lieberman | 31 martie 2009                     |
| Italia                             | Miniștri ai Afacerilor Externe (succesivi)                                                                         | Giulio Terzi di Sant’Agata | 16 noiembrie 2011                  |
| Italia                             | Miniștri ai Afacerilor Externe (succesivi)                                                                         | Franco Frattini | 8 mai 2008                         |
| Jamaica                            | Ministru al Afacerilor Externe                                                                                     | Kenneth Baugh | 14 septembrie 2007                 |
| Japonia                            | Miniștri ai Afacerilor Externe (succesivi)                                                                         | Koichiro Gemba | 2 septembrie 2011                  |
| Japonia                            | Miniștri ai Afacerilor Externe (succesivi)                                                                         | Takeaki Matsumoto | 9 martie 2011                      |
| Japonia                            | Miniștri ai Afacerilor Externe (succesivi)                                                                         | Yukio Edano (interimar) | 6 martie 2011                      |
| Japonia                            | Miniștri ai Afacerilor Externe (succesivi)                                                                         | Seiji Maehara | 17 septembrie 2010                 |
| Kazahstan                          | Miniștri ai Afacerilor Externe (succesivi)                                                                         | Yerzhan Kazykhanov | 11 aprilie 2011                    |
| Kazahstan                          | Miniștri ai Afacerilor Externe (succesivi)                                                                         | Kanat Saudabayev | 14 septembrie 2009                 |
| Kârgâzstan                         | Ministru al Afacerilor Externe                                                                                     | Ruslan Kazakbayev | 14 aprilie 2010                    |
| Kenya                              | Secretari ai Cabinetului pentru Afacerile Externe                                                                  | George Saitot (interimar) | 27 octombrie 2010 - 24 august 2011 |
| Kenya                              | Secretari ai Cabinetului pentru Afacerile Externe                                                                  | Moses Wetangula | 10 ianuarie 2008                   |
| Kiribati                           | Ministru pentru Afacerile Externe și Imigrare                                                                      | Anote Tong (președinte) | 10 iulie 2003                      |
| Kuweit                             | Miniștri ai Afacerilor Externe (succesivi)                                                                         | șeic Sabah Al-Khalid Al-Sabah | 23 octombrie 2011                  |
| Kuweit                             | Miniștri ai Afacerilor Externe (succesivi)                                                                         | Ali al-Rashed (interimar) | 18 octombrie 2011                  |
| Kuweit                             | Miniștri ai Afacerilor Externe (succesivi)                                                                         | Mohammed el-Sabah el-Salim el-Sabah | 14 iulie 2003                      |
| Laos                               | Ministru al Afacerilor Externe                                                                                     | Thongloun Sisoulith | 8 iunie 2006                       |
| Lesotho                            | Ministru al Afacerilor Externe și Relațiilor Internaționale                                                        | Mohlabi Tsekoa | 2 martie 2007                      |
| Letonia                            | Miniștri ai Afacerilor Externe (succesivi)                                                                         | Edgars Rinkēvičs | 25 octombrie 2011                  |
| Letonia                            | Miniștri ai Afacerilor Externe (succesivi)                                                                         | Girts Valdis Kristovskis | 3 noiembrie 2010                   |
| Liban                              | Miniștri ai Afacerilor Externe și Emigranților (succesivi)                                                         | Adnan Mansour | 13 iunie 2011                      |
| Liban                              | Miniștri ai Afacerilor Externe și Emigranților (succesivi)                                                         | Ali Shami | 9 noiembrie 2009                   |
| Liberia                            | Ministru al Afacerilor Externe                                                                                     | Toga McIntosh, | 4 decembrie 2010                   |
| Libia · (vezi și : §15)            | Ȋnsǎrcinați cu afacerile externe (succesivi)                                                                       | Achour Ben Khayal (Ministru al Afacerilor Externe) (Libia – regim de tranziție) | 22 noiembrie 2011                  |
| Libia · (vezi și : §15)            | Ȋnsǎrcinați cu afacerile externe (succesivi)                                                                       | Mahmoud Jibril , (Șef al Afacerilor Internaționale - Consiliul Executiv al Consiliului Național de Tranziție) (Libia – regim de tranziție) (corevendicator din 23 martie 2011 până în 23 august 2011) (președinte al Consiliului Executiv din 5 martie până în 22 octombrie 2011) | 23 august 2011                     |
| Libia · (vezi și : §15)            | Ȋnsǎrcinați cu afacerile externe (succesivi)                                                                       | Abdul Ati al-Obeidi , [Secretar al Comitetului Popular General al Legăturilor Externe și Cooperării Internationale (ministru al afacerilor externe] (Marea Jamahirie Arabă Libianǎ Populară Socialistă) (corevendicator din 6 aprilie 2011 până în 23 august 2011)                | 6 aprilie 2011                     |
| Libia · (vezi și : §15)            | Ȋnsǎrcinați cu afacerile externe (succesivi)                                                                       | Moussa Koussa [Secretar al Comitetului Popular General al Legăturilor Externe și Cooperării Internationale (ministru al afacerilor externe] (Marea Jamahirie Arabă Libianǎ Populară Socialistă) (corevendicator din 5 martie 2011 până în 6 aprilie 2011)                         | 4 martie 2009                      |
| Liechtenstein                      | Ministru al Afacerilor Externe                                                                                     | Aurelia Frick | 25 martie 2009                     |
| Lituania                           | Ministru al Afacerilor Externe                                                                                     | Audronius Ažubalis | 11 februarie 2010                  |
| Luxemburg                          | Ministru al Afacerilor Externe și Imgrării                                                                         | Jean Asselborn | 31 iulie 2004                      |
| Macedonia                          | Miniștri ai Afacerilor Externe (succesivi)                                                                         | Nikola Poposki | 28 iulie 2011                      |
| Macedonia                          | Miniștri ai Afacerilor Externe (succesivi)                                                                         | Antonio Milošoski | 28 august 2006                     |
| Madagascar                         | Miniștri ai Afacerilor Externe (succesivi)                                                                         | Pierrot Rajaonarivelo | 21 noiembrie 2011                  |
| Madagascar                         | Miniștri ai Afacerilor Externe (succesivi)                                                                         | Yvette Sylla | 26 martie 2011                     |
| Madagascar                         | Miniștri ai Afacerilor Externe (succesivi)                                                                         | Hyppolite Ramaroson | 25 februarie 2010                  |
| Malaezia                           | Ministru al Afacerilor Externe                                                                                     | Anifah Aman | 10 aprilie 2009                    |
| Maldive                            | Miniștri ai Afacerilor Externe și Coperării înternaționale (succesivi)                                             | Ahmed Naseem | 21 martie 2011                     |
| Maldive                            | Miniștri ai Afacerilor Externe și Coperării înternaționale (succesivi)                                             | Mohamed Aslam (interimar) | 10 decembrie 2010                  |
| Malawi                             | Miniștri ai Afacerilor Externe și Cooperării Internaționale (succesivi)                                            | Peter Mutharika | 7 septembrie 2011                  |
| Malawi                             | Miniștri ai Afacerilor Externe și Cooperării Internaționale (succesivi)                                            | Bingu wa Mutharika (președinte) | 19 august 2011                     |
| Malawi                             | Miniștri ai Afacerilor Externe și Cooperării Internaționale (succesivi)                                            | Etta Banda ]] | 17 iunie 2009                      |
| Mali                               | Miniștri ai Afacerilor Externe, Cooperării Internaționale și Integrării Africane (succesivi)                       | Soumeylou Boubèye Maïga | 6 aprilie 2011                     |
| Mali                               | Miniștri ai Afacerilor Externe, Cooperării Internaționale și Integrării Africane (succesivi)                       | Moctar Ouane | 2 mai 2004                         |
| Malta                              | Ministru al Afacerilor Externe                                                                                     | Tonio Borg | 12 martie 2008                     |
| Maroc · (vezi și : §2)             | Miniștri al Afacerilor Externe și Cooperării                                                                       | Taieb Fassi Fihri | 15 octombrie 2007                  |
| Marshall, Insulele                 | Ministru al Afacerilor Externe                                                                                     | John Silk | 30 martie 2009                     |
| Mauritania                         | Miniștri ai Afacerilor Externe și Cooperării (succesivi)                                                           | Hamadi Ould Hamadi | 22 martie 2011                     |
| Mauritania                         | Miniștri ai Afacerilor Externe și Cooperării (succesivi)                                                           | Naha Mint Mouknass | 11 august 2009                     |
| Mauritius                          | Ministru al Afacerilor Externe și Integrării Regionale                                                             | Arvin Boolell | 13 septembrie 2008                 |
| Mexic                              | Secretar al Relațiilor Externe                                                                                     | Patricia Espinosa | 1 decembrie 2006                   |
| Micronezia                         | Secretar al Afacerilor Externe                                                                                     | Lorin S. Robert | 29 iunie 2007                      |
| Moldova, Republica (vezi și: §3)   | Ministru al Afacerilor Externe și Integrării Europene                                                              | Iurie Leancă | 25 septembrie 2009                 |
| Monaco                             | Miniștri ai Relațiilor Externe și Cooperării (succesivi)                                                           | José Badia | 1 ianuarie 2011                    |
| Monaco                             | Miniștri ai Relațiilor Externe și Cooperării (succesivi)                                                           | Franck Biancheri | 20 iunie 2008                      |
| Mongolia                           | Ministru al Relațiilor Externe                                                                                     | Gombojav Zandanshatar | 12 noiembrie 2009                  |
| Mozambic                           | Ministru al Afacerilor Externe și Cooperării                                                                       | Oldemiro Balói | 10 martie 2008                     |
| Muntenegru                         | Ministru al Afacerilor Externe și Integrării Europene                                                              | Milan Roćen | 10 noiembrie 2006                  |
| Namibia                            | Ministru al Relațiilor Internaționale și Cooperării                                                                | Utoni Nujoma | 21 martie 2010                     |
| Nauru                              | Miniștri pentru Afacerile Externe (succesivi)                                                                      | Sprent Dabwid (președinte) | 16 noiembrie 2011                  |
| Nauru                              | Miniștri pentru Afacerile Externe (succesivi)                                                                      | Mathew Batsiua | 10 noiembrie 2011                  |
| Nauru                              | Miniștri pentru Afacerile Externe (succesivi)                                                                      | Kieren Keke | 19 decembrie 2007                  |
| Nepal                              | Miniștri ai Afacerilor Externe (succesivi)                                                                         | Narayan Kaji Shrestha | 4 septembrie 2011                  |
| Nepal                              | Miniștri ai Afacerilor Externe (succesivi)                                                                         | Upendra Yadav | 4 mai 2011                         |
| Nepal                              | Miniștri ai Afacerilor Externe (succesivi)                                                                         | Sujata Koirala | 4 iunie 2009                       |
| Nicaragua                          | Ministru al Relațiilor Externe                                                                                     | Samuel Santos López | 10 ianuarie 2007                   |
| Niger                              | Miniștri ai Afacerilor Externe, Cooperării, Integrării Africane și Nigerenilor din Străinătate (succesivi)         | Mohamed Bazoum | 21 aprilie 2011                    |
| Niger                              | Miniștri ai Afacerilor Externe, Cooperării, Integrării Africane și Nigerenilor din Străinătate (succesivi)         | Touré Aminatou Maiga | 1 martie 2010                      |
| Nigeria                            | Miniiștri ai Afacerilor Externe (succesivi)                                                                        | Olugbenga Ashiru | 11 iulie 2011                      |
| Nigeria                            | Miniiștri ai Afacerilor Externe (succesivi)                                                                        | Odein Ajumogobia | 6 aprilie 2010                     |
| Norvegia                           | Ministru al Afacerilor Externe                                                                                     | Jonas Gahr Støre | 17 octombrie 2005                  |
| Noua Zeelandă · (vezi și : §8)     | Ministru al Afacerilor Externe                                                                                     | Murray McCully | 19 noiembrie 2008                  |
| Oman                               | Ministru al Afacerilor Externe                                                                                     | Qaboos bin Said Al Said (sultan și prim-ministru) | 2 ianuarie 1972                    |
| Oman                               | Ministru Responsabil pentru Afacerile Externe                                                                      | Yusuf bin Alawi bin Abdullah | 19 decembrie 1997                  |
| Pakistan                           | Miniștri ai Afacerilor Externe (succesivi)                                                                         | Hina Rabbani Khar | 12 februarie 2011                  |
| Pakistan                           | Miniștri ai Afacerilor Externe (succesivi)                                                                         | Shah Mehmood Qureshi | 31 martie 2008                     |
| Palau                              | Ministru de Stat (pentru Afaceri Externe)                                                                          | Victor Yano | 19 aprilie 2010                    |
| Panama                             | Miniștri ai Relațiilor Externe (succesivi)                                                                         | Roberto Henríquez | 31 august 2011                     |
| Panama                             | Miniștri ai Relațiilor Externe (succesivi)                                                                         | Juan Carlos Varela | 1 iulie 2009                       |
| Papua Noua Guinee                  | Miniștri pentru Afacerile Externe și Imigrare (succesivi)                                                          | Paru Aihi (guvernul Michael Somare). (corevendicator începând cu 14 decembrie 2011) | 14 decembrie 2011                  |
| Papua Noua Guinee                  | Miniștri pentru Afacerile Externe și Imigrare (succesivi)                                                          | Ano Pala < (guvernul Peter O’Neill) (corevendicator începând cu 14 decembrie 2011) | 21 iunie 2011                      |
| Papua Noua Guinee                  | Miniștri pentru Afacerile Externe și Imigrare (succesivi)                                                          | Don Polye | 7 decembrie 2010                   |
| Paraguay                           | Miniștri ai Relațiilor Externe (succesivi)                                                                         | Jorge Lara Castro | 22 martie 2011                     |
| Paraguay                           | Miniștri ai Relațiilor Externe (succesivi)                                                                         | Héctor Lacognata | 29 aprilie 2009                    |
| Peru                               | Miniștri ai Relațiilor Externe (succesivi)                                                                         | Rafael Roncagliolo | 28 iulie 2011                      |
| Peru                               | Miniștri ai Relațiilor Externe (succesivi)                                                                         | José Antonio García Belaúnde | 28 iulie 2006                      |
| Polonia                            | Ministru al Afacerilor Externe                                                                                     | Radosław Sikorski | 16 noiembrie 2007                  |
| Portugalia                         | Miniștri pentru Afaceri Externe (succesivi)                                                                        | Paulo Portas | 21 iunie 2011                      |
| Portugalia                         | Miniștri pentru Afaceri Externe (succesivi)                                                                        | Luís Amado | 3 iulie 2006                       |
| Qatar                              | Ministru al Afacerilor Externe                                                                                     | Hamad ben Jassem el-Thani (prim-ministru) | 11 ianuarie 1992                   |
| Regatul Unit (vezi și : §6 șî §11) | Secretar de Stat pentru Afacerile Externe și ale Commonwealth -ului                                                | William Hague | 12 mai 2010                        |
| România                            | Ministru al Afacerilor Externe                                                                                     | Teodor Baconschi | 23 decembrie 2009                  |
| Rusia                              | Ministru al Afacerilor Externe                                                                                     | Sergey Lavrov | 9 martie 2004                      |
| Rwanda                             | Ministru al Afacerilor Externe și Cooperării Regionale                                                             | Louise Mushikiwabo | 3 decembrie 2009                   |
| Samoa                              | Ministru al Afacerilor Externe                                                                                     | Tuilaepa Aiono Sailele Malielegaoi (prin-ministru) | 23 noiembrie 1998                  |
| San Marino                         | Secretar de Stat pentru Afacerile Externe și Politice                                                              | Antonella Mularoni | 4 decembrie 2008                   |
| São Tomé și Príncipe               | Miniștri al Afacerilor Externe                                                                                     | Manuel Salvador dos Ramos | 14 august 2010                     |
| Senegal                            | Ministru al Afacerilor Externe și Senegalezilor din Străinătate                                                    | Madické Niang | 1 octombrie 2009                   |
| Serbia · (vezi și : §2)            | Ministru al Afacerilor Externe                                                                                     | Vuk Jeremić | 15 mai 2007                        |
| Seychelles                         | Ministru pentru Afacerile Externe                                                                                  | Jean-Paul Adam | 8 iunie 2010                       |
| Sfânta Lucia                       | Miniștri pentru Afacerile Externe (succesivi)                                                                      | Alva Baptiste | 6 decembrie 2011                   |
| Sfânta Lucia                       | Miniștri pentru Afacerile Externe (succesivi)                                                                      | Rufus Bousquet | 2 februarie 2009                   |
| Sfântul Cristofor și Nevis         | Ministru al Afacerilor Externe                                                                                     | Sam Condor ]] | 7 februarie 2010                   |
| Sfântul Vincențiu și Grenadinele   | Ministru al Afacerilor Externe                                                                                     | Douglas Slater | 19 decembrie 2010                  |
| Sierra Leone                       | Ministru al Afacerilor Externe și Cooperării Internaționale                                                        | Joseph B. Dauda | 4 decembrie 2010                   |
| Singapore                          | Miniștri pentru Afacerile Externe (succesivi)                                                                      | Kasiviswanathan Shanmugam | 21 mai 2011                        |
| Singapore                          | Miniștri pentru Afacerile Externe (succesivi)                                                                      | George Yeo | 12 august 2004                     |
| Siria                              | Ministru al Afacerilor Externe și Expatriaților                                                                    | Walid Muallem | 11 februarie 2000                  |
| Slovacia                           | Ministru al Afacerilor Externe și Europene                                                                         | Mikuláš Dzurinda | 9 iulie 2010                       |
| Slovenia                           | Ministru al Afacerilor Externe                                                                                     | Samuel Žbogar | 21 noiembrie 2008                  |
| Solomon, Insulele                  | Ministru al Afacerilor Externe                                                                                     | Peter Shanel Agovaka | 27 august 2010                     |
| Somalia · (vezi și : §3 și §10)    | Miniștri ai Afacerilor Externe și Cooperării Internaționale (succesivi)                                            | Mohamed Mohamud Ibrahim | 20 iulie 2011                      |
| Somalia · (vezi și : §3 și §10)    | Miniștri ai Afacerilor Externe și Cooperării Internaționale (succesivi)                                            | Mohamed Abdullahi Omar | 27 noiembrie 2010                  |
| Spania                             | Miniștri ai Afacerilor Externe și Cooperării (succesivi)                                                           | José García-Margallo y Marfil | 22 decembrie 2011                  |
| Spania                             | Miniștri ai Afacerilor Externe și Cooperării (succesivi)                                                           | Trinidad Jiménez | 21 octombrie 2010                  |
| Sri Lanka                          | Ministru al Afacerilor Externe                                                                                     | Gamini Lakshman Peiris | 23 aprilie 2010                    |
| Statele Unite ale Americii         | Secretar de Stat                                                                                                   | Hillary Clinton | 21 ianuarie 2009                   |
| Sudan                              | Ministru al Afacerilor Externe                                                                                     | Ali Karti | 16 iunie 2010                      |
| Sudanul de Sud                     | Miniștri ai Afacerilor Externe și Cooperării Internaționale (succesivi)                                            | Nhial Deng Nhial | 26 august 2011                     |
| Sudanul de Sud                     | Miniștri ai Afacerilor Externe și Cooperării Internaționale (succesivi)                                            | Deng Alor | 11 iulie 2011                      |
| Suedia                             | Ministru pentru Afacerile Externe                                                                                  | Carl Bildt | 6 octombrie 2006                   |
| Surinam                            | Ministru al Afacerilor Externe                                                                                     | Winston Lackin | 13 august 2010                     |
| Swaziland                          | Miniștri ai Afacerilor Externe și Cooperării Internaționale (succesivi)                                            | Mtiti Fakudze | 17 octombrie 2011                  |
| Swaziland                          | Miniștri ai Afacerilor Externe și Cooperării Internaționale (succesivi)                                            | Lutfo Dlamini | 24 octombrie 2008                  |
| Tadjikistan                        | Ministru al Afacerilor Externe                                                                                     | Khamrokhon Zarifi | 1 decembrie 2006                   |
| Tanzania                           | Ministru pentru Afacerile Externe, Cooperare Internațională și Integrare Regională                                 | Bernard Membe | 11 ianuarie 2007                   |
| Thailanda                          | Miniștri ai Afacerilor Externe (succesivi)                                                                         | Surapong Tovichakchaikul | 10 august 2011                     |
| Thailanda                          | Miniștri ai Afacerilor Externe (succesivi)                                                                         | Kasit Piromya | 22 decembrie 2008                  |
| Timorul de Est                     | Ministru al Afacerilor Externe și Cooperării                                                                       | Zacarias da Costa | 9 august 2007                      |
| Togo                               | Ministru al Afacerilor Externe și Cooperării                                                                       | Elliott Ohin | 28 mai 2010                        |
| Tonga                              | Ministru pentru Afacerile Externe                                                                                  | Siale ʻAtaongo Tuʻivakanō (prim-ministru) | 3 ianuare 2011                     |
| Tonga                              | Ministru pentru Afacerile Externe                                                                                  | funcție vacantă | 22 decembrie 2010                  |
| Trinidad și Tobago                 | Ministru al Afacerilor Externe                                                                                     | Surujrattan Rambachan | 28 mai 2010                        |
| Tunisia                            | Miniștri ai Afacerilor Externe (succesivi)                                                                         | Rafik Abdessalem | 24 decembrie 2011                  |
| Tunisia                            | Miniștri ai Afacerilor Externe (succesivi)                                                                         | Mouldi Kefi | 21 februarie 2011                  |
| Tunisia                            | Miniștri ai Afacerilor Externe (succesivi)                                                                         | Ahmed Ounaies | 27 ianuarie 2011                   |
| Tunisia                            | Miniștri ai Afacerilor Externe (succesivi)                                                                         | Kamel Morjane | 14 ianuarie 2010                   |
| Turcia                             | Ministru al Afacerilor Externe                                                                                     | Ahmet Davutoglu | 1 mai 2009                         |
| Turkmenistan                       | Ministru al Afacerilor Externe                                                                                     | Rașit Meredow | 7 iulie 2001                       |
| Tuvalu                             | Ministru pentru Afacerile Externe                                                                                  | Apisai Ielemia | 24 decembrie 2010                  |
| Țările de Jos                      | Ministru al Afacerilor Externe                                                                                     | Uri Rosenthal | 14 octombrie 2010                  |
| Ucraina                            | Ministru al Afacerilor Externe                                                                                     | Konstantin Gryshchenko | 11 martie 2010                     |
| Uganda                             | Miniștri ai Afacerilor Externe                                                                                     | Henry Okello Oryem (interimar) | 12 octombrie 2011                  |
| Uganda                             | Miniștri ai Afacerilor Externe                                                                                     | Sam Kutesa | 13 ianuarie 2005                   |
| Ungaria                            | Ministru al Afacerilor Externe                                                                                     | János Martonyi | 29 mai 2010                        |
| Uruguay                            | Ministru al Relațiilor Externe                                                                                     | Luis Almagro | 1 martie 2010                      |
| Uzbekistan                         | Ministru al Afacerilor Externe                                                                                     | Elyor Ganiyev | 28 decembie 2010                   |
| Vanuatu                            | Miniștri pentru Afacerile Externe (succesivi)                                                                      | Alfred Carlot | 27 iunie 2011                      |
| Vanuatu                            | Miniștri pentru Afacerile Externe (succesivi)                                                                      | Joe Natuman | 16 iunie 2011                      |
| Vanuatu                            | Miniștri pentru Afacerile Externe (succesivi)                                                                      | Alfred Carlot | 14 mai 2011                        |
| Vanuatu                            | Miniștri pentru Afacerile Externe (succesivi)                                                                      | George Wells | 13 mai 2011                        |
| Vanuatu                            | Miniștri pentru Afacerile Externe (succesivi)                                                                      | Joe Natuman | 24 aprilie 2011                    |
| Vanuatu                            | Miniștri pentru Afacerile Externe (succesivi)                                                                      | George Wells | 2 decembrie 2010                   |
| Vatican / Sfântul Scaun            | Secretar pentru Relațiile cu Statele (Sfântul Scaun)                                                               | Dominique Mamberti | 15 septembrie 2006                 |
| Venezuela                          | Ministru al Puterii Populare pentru Afacerile Externe                                                              | Nicolás Maduro | 8 august 2006                      |
| Vietnam                            | Miniștri ai Afacerilor Externe (succesivi)                                                                         | Phạm Bình Minh | 3 august 2011                      |
| Vietnam                            | Miniștri ai Afacerilor Externe (succesivi)                                                                         | Pham Gia Khiem | 28 iunie 2006                      |
| Yemen                              | Ministru al Afacerilor Externe                                                                                     | Abou Bakr al-Kerbi | 7 aprilie 2001                     |
| Zambia                             | Miniștri ai Afacerilor Externe (succesivi)                                                                         | Chishimba Kambwili | 30 septembre 2011                  |
| Zambia                             | Miniștri ai Afacerilor Externe (succesivi)                                                                         | Kabinga Pande | 22 august 2007                     |
| Zimbabwe                           | Ministru al Afacerilor Externe                                                                                     | Simbarashe Mumbengegwi | 15 aprilie 2005                    |

## State independente recunoscute parțial
| Statul                          | Separat din                                 | Funcția | Numele                    | Începând cu        |
| ------------------------------- | ------------------------------------------- | --- | ------------------------- | ------------------ |
| Abhazia                         | Georgia                                     | Miniștri pentru Afacerile Externe (succesivi)                                                                   | Viacheslav Chirikba       | 1 iunie 2011       |
| Abhazia                         | Georgia                                     | Miniștri pentru Afacerile Externe (succesivi)                                                                   | Maxim Gvinjia             | 26 februarie 2010  |
| Ciprul de Nord                  | Cipru                                       | Ministru al Afacerilor Externe                                                                                  | Hüseyin Özgürgün          | 5 mai 2009         |
| Kosovo                          | Serbia                                      | Miniștri ai Afacerilor Externe (succesivi)                                                                      | Enver Hoxhaj              | 22 februarie 2011  |
| Kosovo                          | Serbia                                      | Miniștri ai Afacerilor Externe (succesivi)                                                                      | Vlora Çitaku (interimară) | 18 octombrie 2010  |
| Osetia de Sud                   | Georgia                                     | Ministru al Afacerilor Externe                                                                                  | Murat Dzhioyev            | 1998               |
| Statul Palestina (vezi și : §4) | Israel · Autoritatea Națională Palestiniană | Seful Départementului Relațiilor Internaționale al Comitului Executiv al Organizației de Eliberare a Palestinei | Ghassan al Shakaa         | 27 august 2009     |
| Sahara occidentală              | ' Maroc                                     | Ministru al Afacerilor Externe                                                                                  | Mohamed Salem Ould Salek  | 21 ianuarie 1998   |
| Taiwan                          | China                                       | Ministru al Afacerilor Externe                                                                                  | Timothy Yang              | 10 septembrie 2009 |

## State independente nerecunoscute
| Statul             | Separat din        | Funcția                                                     | Numele                       | Începând cu       |
| ------------------ | ------------------ | ----------------------------------------------------------- | ---------------------------- | ----------------- |
| Karabahul de Munte | Azerbaidjan        | Miniștri ai Afacerilor Externe (succesivi)                  | Vasily Atajanyan (interimar) | 7 iulie 2011      |
| Karabahul de Munte | Azerbaidjan        | Miniștri ai Afacerilor Externe (succesivi)                  | Georgy Petrosyan             | 26 decembrie 2005 |
| Somaliland         | Somalia            | Ministru al Afacerilor Externe și Cooperării Internaționale | Mohamed Abdullahi Omar       | 28 iulie 2010     |
| Transnistria       | Moldova, Republica | Ministru al Afacerilor Externe                              | Vladimir Iastrebtchak        | 1 iulie 2008      |

## Entități cu statut apropiat de cel de stat
| Entitate                                                 | Funcție                                                                                   | Nume                                                        | Începând cu       |
| -------------------------------------------------------- | ----------------------------------------------------------------------------------------- | ----------------------------------------------------------- | ----------------- |
| Ordinul de Malta                                         | Mare Cancelar                                                                             | Jean-Pierre Mazery                                          | 16 aprilie 2005   |
| Autoritatea Națională Palestiniană (vezi și : §2 și §10) | Ministru al Afacerilor Externe                                                            | Riyad al-Maliki (corevendicator începând cu 10 martie 2011) | 1 septembrie 2007 |
| Uniunea Europeană                                        | Înalt Reprezentant al Unuinii Europene pentru Afacerile Externe și Politica de Securitate | Catherine Ashton                                            | 1 decembrie 2009  |

## Teritorii britanice de peste mări și dependențe ale coroanei britanice
| Teritoriu | Suveranitate      | Funcția                                                                                        | Numele           | Începând cu       |
| --------- | ----------------- | ---------------------------------------------------------------------------------------------- | ---------------- | ----------------- |
| Jersey    | Coroana briranică | Miniștri asistenți ai Ministrului Șef cu Responsabilitate pentru Relațiile Externe (succesivi) | Philip Bailhache | 25 noiembrie 2011 |
| Jersey    | Coroana briranică | Miniștri asistenți ai Ministrului Șef cu Responsabilitate pentru Relațiile Externe (succesivi) | Freddie Cohen    | ianuarie 2011     |

## Departamente și colectivități de peste mări și teritorii cu statut special franceze
| Teritoriu          | Suveranitate | Funcția                | Numele            | Începând cu       |
| ------------------ | ------------ | ---------------------- | ----------------- | ----------------- |
| Polinezia Franceză | Franța       | Președinți (succesivi) | Oscar Temaru      | 1 aprilie 2011    |
| Polinezia Franceză | Franța       | Președinți (succesivi) | Gaston Tong Sang1 | 24 noiembrie 2009 |

## Dependințe și teritorii speciale ale Noii-Zeelande
| Teritoriu      | Suveranitate  | Funcția                                      | Numele                        | Începând cu      |
| -------------- | ------------- | -------------------------------------------- | ----------------------------- | ---------------- |
| Cook, Insulele | Noua Zeelandă | Ministru al Afacerilor Externe și Imigrației | Tom Marsters                  | 3 decembrie 2010 |
| Niue, Insule   | Noua Zeelandă | Ministru al Agențiilor Centrale              | Toke Tufukia Talagi (premier) | 19 iunie 2008    |
| Tokelau        | Noua Zeelandă | Șefi ai guvernului (succesivi)               | Foua Toloa                    | 11 martie 2011   |
| Tokelau        | Noua Zeelandă | Șefi ai guvernului (succesivi)               | Kuresa Nasau                  | 22 martie 2010   |

## Teritorii speciale ale Statelor Unite ale Americii
| Teritoriu  | Suveranitate               | Funcția          | Numele             | Începând cu     |
| ---------- | -------------------------- | ---------------- | ------------------ | --------------- |
| Porto Rico | Statele Unite ale Americii | Secretar de stat | Kenneth McClintock | 2 ianuarie 2009 |

## Alte teritorii nesuverane
| Teritoriu           | Suveranitate | Funcția                                    | Numele                             | Începând cu        |
| ------------------- | ------------ | ------------------------------------------ | ---------------------------------- | ------------------ |
| Feroe, Insulele     | Danemarca    | Miniștri ai Afacerilor Externe (succesivi) | Kaj Leo Johannesen (prim-ministru) | 14 noiembrie 2011  |
| Feroe, Insulele     | Danemarca    | Miniștri ai Afacerilor Externe (succesivi) | Jørgen Niclasen                    | 26 septembrie 2008 |
| Groenlanda          | Danemarca    | Ministru al Afacerilor Externe             | Kuupik Kleist (premier)            | 12 iunie 2009      |
| Kurdistanul Irakian | Irak         | Șef al Departamentului de Relații Externe  | Falah Mustafa Bakir                | septembrie 2000    |

## Guverne în exil și / sau alterantive
| Entitate                                                 | Suveranitate recunoscută internațional                                                                       | Funcția                                                                    | Numele | Începând cu        |
| -------------------------------------------------------- | --- | -------------------------------------------------------------------------- | --- | ------------------ |
| Guvernul Alternativ al Estoniei                          | Estonia · (Guvern „în exil” care se consideră succesor al guvernului în exil din timpul ocupației sovietice) | Ministru al afacerilor externe                                             | funcție vacantă | 14 decembrie 2003  |
| Gaza, Fȃșia                                              | Autoritatea Națională Palestiniană (Guvern al Hamas)                                                         | Ministru al Afacerilor Externe                                             | Mohamed Awad . </ref> (corevendicator începând cu 10 martie 2011) | 10 martie 2011     |
| Gaza, Fȃșia                                              | Autoritatea Națională Palestiniană (Guvern al Hamas)                                                         | Ministru al Afacerilor Externe                                             | funcție vacantă | 15 iunie 2007      |
| Consiliul Național de Tranziție al Libiei (vezi și : §1) | Guvernul Marii Jamahirii Arabe Libiene Populare Socialiste · (Guvern de țranziție opus regimului Gaddafi)    | Continuǎ ca guvern al Libiei – regim de tranziție la Tripoli               | | 23 august 2011     |
| Consiliul Național de Tranziție al Libiei (vezi și : §1) | Guvernul Marii Jamahirii Arabe Libiene Populare Socialiste · (Guvern de țranziție opus regimului Gaddafi)    | Ȋnsǎrcinați cu afacerile externe (succesivi)                               | Mahmoud Jibril , (Șef al Afacerilor Internaționale- Consiliul Executiv al Consiliului Național de Tranziție) (corevendicator din 23 martie 2011 până în 23 august 2011) (președinte al Consiliului Executiv din 5 martie până în 22 octombrie 2011) | 23 august 2011     |
| Consiliul Național de Tranziție al Libiei (vezi și : §1) | Guvernul Marii Jamahirii Arabe Libiene Populare Socialiste · (Guvern de țranziție opus regimului Gaddafi)    | Ȋnsǎrcinați cu afacerile externe (succesivi)                               | Ali al-Issawi , (Responsabil cu afacerile externe - Echipa Executivă a Consilului Național de Tranziție) (corevendicator din 5 martie 2011 până în 23 martie 2011)                                                                                  | 5 martie 2011      |
| Puntland                                                 | Somalia · (Guvernul statului autonom Puntland)                                                               | Ministru al Relațiilor Internaționale                                      | Daud Mohamed Omar | 2010               |
| Administrația Centrală Tibetană                          | China (Guvern în exil)                                                                                       | Kalon (miniștri) ai Informațiilor și Relațiilor Internaționale (succesivi) | Dicki Chhoyang | 16 septembrie 2011 |
| Administrația Centrală Tibetană                          | China (Guvern în exil)                                                                                       | Kalon (miniștri) ai Informațiilor și Relațiilor Internaționale (succesivi) | Kesang Yangkyi Takla | 25 mai 2007        |

## Diviziuni administrative autonome
Au fost prezentate doar diviziunile administrative care au în cadrul guvernului local portofoliul de ministru al afacerilor externe sau echivalent
| Diviziune                    | Aparține de  | Funcția                                                                 | Numele                            | Începând cu        |
| ---------------------------- | ------------ | ----------------------------------------------------------------------- | --------------------------------- | ------------------ |
| Baden-Württemberg            | Germania     | Miniștri ai Afacerilor Federale, Europene și Internaționale (succesivi) | Peter Friedrich                   | 12 mai 2011        |
| Baden-Württemberg            | Germania     | Miniștri ai Afacerilor Federale, Europene și Internaționale (succesivi) | Wolfgang Reinhart                 | aprilie 2005       |
| Regiunea Capitalei Bruxelles | Belgia       | Ministru Responsabil pentru Relațiile Externe                           | Jean-Luc Vanraes                  | 17 iulie 2009      |
| Flandra                      | Belgia       | Ministru pentru Politica Externă                                        | Kris Peeters (ministru prezident) | 22 septembrie 2008 |
| Québec                       | Canada       | Ministru al Relațiilor Internaționale și Francofoniei                   | Monique Gagnon-Tremblay           | 11 august 2010     |
| Scoția                       | Regatul Unit | Secretar al Cabinetului pentru Afacerile Externe                        | Fiona Hyslop                      | 1 decembrie 2000   |
| Valonia                      | Belgia       | Ministru prezident                                                      | Rudy Demotte                      | 15 iulie 2009      |
| Țara Galilor                 | Regatul Unit | Prim ministru                                                           | Carwyn Jones                      | 10 decembrie 2009  |